# A-Zelle (Batterie)
A-Zelle oder IEC-Größe R23 sind Bezeichnungen für eine genormte, allerdings wenig bekannte Baugröße von Batteriezellen. Es handelt sich um zylindrische Rundzellen mit einer Länge von maximal 50 mm, welche ähnlich zu der bekannteren AA-Zelle (Mignon) ist, aber mit einem größeren Durchmesser von maximal 17,3 mm.

## Allgemeines

Größenvergleich verschiedener Batteriezellen. Links oben A-Zelle

A-Zellen werden mit verschiedenen elektrochemischen Systemen hergestellt, die sich in Nennspannung, Kapazität und Belastbarkeit deutlich unterscheiden können. 
Im Einzelhandel der deutschsprachigen Länder für Endkunden sind Batterien, genauer: nicht wiederaufladbare Primärzellen in der Größe A nicht verbreitet und daher auch kaum bekannt. Gleiches gilt für B-Zellen. Erst die Zellengrößen C und D sind unter den gängigen Bezeichnungen Baby und Mono etwa seit den 1950er-Jahren bekannt.
Von der Elektroindustrie werden einzelne A-Zellen als Akkumulatoren beispielsweise in kleine mobile Elektrogeräte fest eingelötet, oder zu mehreren Zellen zu einem größeren Akku, dann im eigenen Gehäuse, zusammengeschaltet. Daher werden A-Zellen oft direkt mit fest angebrachten Lötfahnen gefertigt.